# Korfbal 1962-1963
In 1962-1963 werd korfbal gespeeld in twee landelijke bonden, de NKB en CKB. In 1970 zouden beide bonden samensmelten tot de huidige KNKV.

## Veldcompetitie NKB
In seizoen 1962-1963 was de hoogste Nederlands veldkorfbalcompetitie de Hoofdklasse. Er speelden 22 teams, verdeeld over 2 poules, waarbij de kampioen van Hoofdklasse A de kampioenswedstrijd speelde tegen de kampioen van Hoofdklasse B.
Hoofdklasse A
| pos | club            | gs | w  | g | v  | pnt | dv  | dt  | dt  |
| --- | --------------- | -- | -- | - | -- | --- | --- | --- | --- |
| 1.  | ROHDA*          | 21 | 17 | 2 | 2  | 36  | 166 | 99  | +67 |
| 2.  | Westerkwartier* | 21 | 16 | 2 | 3  | 34  | 170 | 89  | +81 |
| 3.  | LUTO            | 20 | 16 | 0 | 4  | 32  | 123 | 85  | +38 |
| 4.  | AKC Blauw-Wit   | 20 | 11 | 1 | 8  | 23  | 140 | 85  | +55 |
| 5.  | Archipel        | 20 | 10 | 3 | 7  | 23  | 121 | 121 | +0  |
| 6.  | Allen Weerbaar  | 20 | 7  | 5 | 8  | 19  | 103 | 118 | -15 |
| 7.  | Wordt Kwiek     | 20 | 7  | 4 | 9  | 18  | 98  | 116 | -18 |
| 8.  | Roda            | 20 | 5  | 2 | 13 | 12  | 91  | 129 | -38 |
| 9.  | KV Groen Geel   | 20 | 4  | 3 | 13 | 11  | 88  | 136 | -48 |
| 10. | Swift           | 20 | 5  | 0 | 15 | 10  | 81  | 124 | -43 |
| 11. | HKC             | 20 | 1  | 2 | 17 | 4   | 68  | 147 | -79 |

- = deze 2 ploegen eindigden beiden met 34 punten, waardoor een beslissingsduel gespeeld moest worden om te bepalen wie de kampioen werd. Dit duel werd gewonnen door ROHDA met 5-7 op 19 juni 1963.

Hoofdklasse B
| pos | club           | gs | w  | g | v  | pnt | dv  | dt  | dt  |
| --- | -------------- | -- | -- | - | -- | --- | --- | --- | --- |
| 1.  | Het Zuiden     | 20 | 14 | 5 | 1  | 33  | 114 | 70  | +44 |
| 2.  | Ons Eibernest  | 20 | 14 | 4 | 2  | 32  | 155 | 77  | +78 |
| 3.  | HKV            | 20 | 13 | 3 | 4  | 29  | 129 | 97  | +32 |
| 4.  | Rigtersbleek   | 20 | 10 | 7 | 3  | 27  | 120 | 88  | +32 |
| 5.  | ZKC            | 20 | 10 | 3 | 7  | 23  | 115 | 107 | +8  |
| 6.  | Deetos         | 20 | 10 | 3 | 7  | 23  | 96  | 100 | -4  |
| 7.  | Die Haghe      | 20 | 7  | 3 | 10 | 17  | 100 | 106 | -6  |
| 8.  | Spangen        | 20 | 4  | 7 | 9  | 15  | 83  | 92  | -9  |
| 9.  | Vicus Oriëntis | 20 | 5  | 2 | 13 | 12  | 73  | 106 | -33 |
| 10. | Sportlust      | 20 | 2  | 3 | 15 | 7   | 77  | 153 | -76 |
| 11. | Quick          | 20 | 0  | 2 | 18 | 2   | 59  | 125 | -66 |

| Hoofdklasse Finale |            |   |   |  |
|                    |            |   |   |  |
| A                  | ROHDA      | 5 | 8 |  |
| B                  | Het Zuiden | 4 | 7 |  |

| Veldkampioen van Nederland NKB 1963 |
| ----------------------------------- |
| ROHDA                               |

## Zaalcompetitie NKB
Geen poule informatie bekend
| Zaalkampioen van Nederland NKB 1963 |
| ----------------------------------- |
| Ons Eibernest                       |

## Veldcompetitie CKB
Geen poule informatie bekend
| Veldkampioen van Nederland CKB 1963 |
| ----------------------------------- |
| DKOD                                |

## Zaalcompetitie CKB
Geen poule informatie bekend
| Zaalkampioen van Nederland CKB 1963 |
| ----------------------------------- |
| DKOD                                |